# Sue Carol

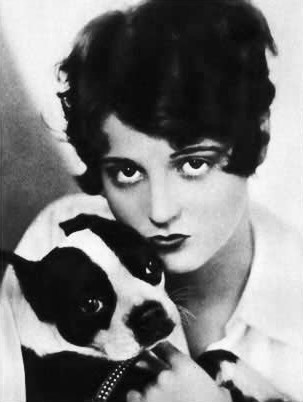
Sue Carol

Sue Carol (* 30. Oktober 1906 in Chicago, Illinois als Evelyn Jean Lederer; † 4. Februar 1982 in Los Angeles, Kalifornien) war eine US-amerikanische Schauspielerin und Talentagentin.

## Leben und Karriere
Sue Carol wurde unter dem Namen Evelyn Jean Lederer in eine wohlhabende Familie in Chicago geboren. Entdeckt wurde sie im Jahre 1926 vom Filmregisseur Ted Reed, als sie mit ihrer Highschool ein Filmset besuchte. Ihr Kinodebüt erfolgte 1927 im Stummfilm Slaves of Beauty von John G. Blystone, wo sie gleich eine substanzielle Nebenrolle erhielt. Schnell wurde Carol zu einer gefragten Schauspielerin, bereits 1928 wurde sie unter die WAMPAS Baby Stars gewählt. In den meisten ihrer Rollen verkörperte sie lebhafte Flapper-Mädchen. Weitere Filme wie The Exalted Flapper, The Air Circus und Soft Cushions machten sie zum Star. Auf dem Höhepunkt ihrer Popularität wurde ihr auch der bekannte Schlager Sweet Sue, Just You gewidmet. In mehreren Filmproduktionen spielte sie an der Seite ihres zweiten Ehemannes Nick Stuart, mit dem sie von 1929 bis zur Scheidung 1941 verheiratet war. 1932 wurde die gemeinsame Tochter Carol Lee geboren.
Bereits Anfang der 1930er-Jahre sank der Stern von Sue Carol wieder, da die von ihr verkörperten Flapper-Mädchen mit Beginn der Great Depression aus der Mode kamen. Als ihr einmal an einem Filmset bei Warner Brothers vorgeworfen wurde, sie sei zu langsam, fasste sie den Entschluss, sich von der Schauspielerei abzuwenden. Später wurde sie zu einer erfolgreichen Talentagentin in Hollywood und war Besitzerin mehrerer Geschäftsläden. 1942 heiratete sie den Schauspieler Alan Ladd, dem sie durch ihre geschickte Vermittlung von Filmrollen zum Durchbruch verhalf. Die Ehe hatte bis zu Ladds Tod im Jahr 1964 Bestand. Ihre gemeinsamen Kinder sind Alana Ladd Jackson (* 1943) sowie der Schauspieler und Filmproduzent David Ladd (* 1947). Ihre Enkelin ist die Schauspielerin Jordan Ladd (* 1975).
Sue Carol starb 1982 im Alter von 75 Jahren an den Folgen eines Herzinfarktes. Für ihre Filmarbeit erhielt sie einen Stern auf dem Hollywood Walk of Fame.

## Filmografie (Auswahl)
- 1927: Slaves of Beauty
- 1928: The Air Circus
- 1928: Johnny braucht Geld (Captain Swagger)
- 1928: Win That Girl
- 1928: Wolkenkratzer (Skyscraper)
- 1929: Girls Gone Wild
- 1929: Chasing Through Europe
- 1930: The Lone Star Ranger
- 1930: Check and Double Check
- 1930: She’s My Weakness
- 1931: Graft
- 1933: Mit dem Tod um die Wette (Straightaway)
- 1937: A Doctor’s Diary
- 1955: I Love Lucy (Fernsehserie, 1 Folge)